# デソト・カウンティ (戦車揚陸艦)
|          |                                                |
| 艦歴     |                                                |
| 発注     |                                                |
| 起工     | 1956年9月15日                                  |
| 進水     | 1957年2月28日                                  |
| 就役     | 1958年6月10日                                  |
| 退役     | 1972年7月17日                                  |
| その後   | 1972年にイタリア海軍に貸与                     |
| 除籍     | 1992年5月8日                                   |
| 性能諸元 |                                                |
| 排水量   | 3,560トン（軽貨）7,823トン（満載）             |
| 全長     | 445 ft (136 m)                                 |
| 全幅     | 62 ft (19 m)                                   |
| 吃水     | 16 ft 8 in (5.08 m)                            |
| 機関     | フェアバンクス＝モース製ディーゼルエンジン 6基 |
| 最大速   | 17.5 ノット (32.4 km/h; 20.1 mph)              |
| 乗員     | 士官10名、兵員162名、輸送人員575名             |
| 兵装     | Mk 33 3インチ連装砲 3基                        |

デソト・カウンティ (USS De Soto County, LST-1171) は、アメリカ海軍の戦車揚陸艦。デソト・カウンティ級戦車揚陸艦の1番艦。艦名はフロリダ州、ルイジアナ州およびミシシッピ州に存在するデソト郡に因む。

## 艦歴
デソト・カウンティは1956年9月15日にルイジアナ州エイボンデールのエイボンデール・マリン・ウェイ社で起工した。1957年2月28日にC・ホートン・スミス夫人によって命名、進水し、1958年6月10日に艦長ダニエル・A・ヨーク少佐の指揮下就役した。
現役任務の大半を、デソト・カウンティは大西洋艦隊揚陸部隊における活動で過ごした。その展開範囲はアメリカ合衆国の東海岸からカリブ海、地中海まで及んだ。1969年にはベトナム戦争に参加し、短期間の作戦活動に従事した。
デソト・カウンティは1972年7月17日に退役し、イタリア海軍に貸与された。イタリア海軍ではグラド (NMM Nave Grado, L9890) の艦名で就役した。グラドは1989年にイタリア政府によってスクラップとして売却された。アメリカ海軍からは1992年5月8日に除籍されている。
デソト・カウンティは地中海における第6艦隊の1隻としての任務により殊勲部隊章を受章し、ベトナム戦争の戦功で1個の従軍星章を受章した。